# Салцевич, Юлия Александровна
Ю́лия Алекса́ндровна Салце́вич (р. 12 мая 1967, Рига) — советская волейболистка, игрок сборной СССР (1985—1986). Чемпионка Европы 1985, чемпионка СССР 1985. Нападающая. Мастер спорта СССР международного класса (1988).

## Биография
Родилась и начала заниматься волейболом в Риге. Первый тренер — В. П. Варкевич. В 1979 переехала в Алма-Ату, где тренировалась в спортивной школе-интернате у тренера Н. А. Щербаковой. В 1983—1988 выступала за команду ЦСКА, в составе которой становилась победителем (1985) и двукратным призёром чемпионатов СССР, обладателем Кубка СССР, а также Кубка европейских чемпионов (1986) и Кубка обладателей кубков (1988)
В составе сборной Москвы в 1986 году стала чемпионкой Спартакиады народов СССР.
В конце 1988 года получила травму позвоночника и на четыре года прервала игровую карьеру.
В 1992—2005 (с перерывами) выступала за клубы Греции: «Панатинаикос» (Афины), «Олимпиакос» (Пирей) и «Филатлитикос» (Салоники), в составе которых дважды становилась чемпионкой Греции.
В сборной СССР выступала в 1985—1986 годах. В её составе: чемпионка Европы 1985, победитель Игр доброй воли 1986, участница чемпионата мира 1986.
С 2005 года Юлия Салцевич на тренерской работе. Тренировала команды: 2005—2007 — «Филатлитикос» (Салоники, Греция), 2007—2009 — СДЮШОР-65 «Ника» (Москва), 2009—2011 — «Анортосис» (Фамагуста, Кипр; главный тренер), С командой «Анортосис» — чемпионка Кипра и обладатель Кубка страны 2010. Признана лучшим тренером Кипра 2010 года.

### Клубная карьера
- 1983—1988 —  ЦСКА (Москва);
- 1992—1993 —  «Панатинаикос» (Афины);
- 1993—1995 —  «Олимпиакос» (Пирей);
- 1995—1996 —  «Пантинаикос» (Афины);
- 1999—2005 —  «Филатлитикос» (Салоники).

## Достижения

### Со сборной СССР
- участница чемпионата мира 1986.
- чемпионка Европы 1985.
- чемпионка Игр доброй воли 1986.

### Со сборной Москвы
- чемпионка Спартакиады народов СССР 1986.

### С клубами
- Чемпионка СССР 1985;
  - серебряный (1987) и бронзовый (1988) призёр чемпионатов СССР.
- победитель розыгрыша Кубка СССР 1984;
  - серебряный (1986) и бронзовый (1987) призёр Кубка СССР.
- победитель розыгрыша Кубка европейских чемпионов 1986.
- победитель розыгрыша Кубка обладателей кубков ЕКВ 1988.

- двукратная чемпионка Греции — 1993, 2003;
  - 3-кратный серебряный (2000, 2002, 2005) и двукратный бронзовый (1996, 2001) призёр чемпионатов Греции.
- серебряный призёр розыгрыша Кубка Греции 2000.